# Грејдер
Грејдер (енг. grader) је грађевинска машина за земљане радове (планирање тла, разастирање песка, шљунка, туцаника, скидање хумуса, уређење косина) као и за копање јарака и ископ у песковитом земљишту. Главни радни део грејдера је сечиво, покретљиво у свим смеровима, смештено између предњих и задњих точкова и причвршћено за назубљени прстен. Помоћу хидрауличких склопова управља се положајем прстена, чиме сечиво може да се подиже или спушта, може да му се мења угао у односу на смер кретања возила и раван тла.